# Folie à Deux (The X-Files)
«Folie à Deux» es el decimonoveno episodio de la quinta temporada de la serie de televisión estadounidense de ciencia ficción The X-Files. Fue escrito por Vince Gilligan y dirigido por Kim Manners. El episodio se emitió originalmente el 10 de mayo de 1998 en los Estados Unidos en la cadena Fox. El episodio es una historia del «monstruo de la semana», una trama independiente que no está relacionada con la mitología más amplia o la historia ficticia de la serie. El episodio obtuvo una calificación doméstica Nielsen de 11,0 y fue visto por 17,63 millones de espectadores en su emisión inicial. Recibió opiniones muy positivas de los críticos.
El programa se centra en los agentes especiales del FBI Fox Mulder (David Duchovny) y Dana Scully (Gillian Anderson) que trabajan en casos vinculados a lo paranormal, llamados expedientes X. En este episodio, Mulder se encuentra con un hombre delirante, Gary Lambert (Brian Markinson), que cree que su jefe, Greg Pincus (John Apicella), puede ser un monstruo, y decide tomar como rehén un edificio de oficinas entero, incluido Mulder, para demostrarlo. Lambert finalmente muere, pero de alguna manera, Mulder hereda su capacidad de ver a Pincus como un monstruo. Después de que Mulder afirma que Pincus es un monstruo, lo encerran en un hospital psiquiátrico, solo para ser salvado por Scully, la única persona que le cree.
La criatura insecto antagónica del episodio fue creada mediante un traje protésico que usó una especialista. El traje fue muy ridiculizado entre bastidores. Para solucionar los problemas percibidos con el monstruo, el equipo de producción entregó la película a la editora de efectos visuales Laurie Kallsen-George, quien alteró digitalmente el metraje hasta que lo consideró adecuado. El título del episodio es una referencia al Folie à deux, una forma de locura compartida por dos personas. Generalmente comienza con una persona que concibe una creencia delirante y luego la transmite a otra; por tanto, esos dos comparten el mismo engaño.

## Argumento
En Oak Brook, Illinois, Gary Lambert (Brian Markinson), un vendedor telefónico de una empresa llamada VinylRight, cree que su aparentemente normal jefe, Greg Pincus (John Apicella), es un monstruo parecido a un insecto que sólo él puede ver en su verdadera forma.
Walter Skinner (Mitch Pileggi) ordena a Fox Mulder (David Duchovny) y Dana Scully (Gillian Anderson) que vayan a Chicago para hacer una evaluación de la amenaza de un manifiesto grabado que menciona a VinylRight, que ha visto un incidente violento en sus oficinas de Kansas City. Mulder sospecha que el caso es una pérdida de tiempo deliberada y le dice a Scully que no lo acompañe. Durante su reunión con Pincus, Mulder se entera de que la cinta fue enviada a una estación de radio local con la exigencia de que se reproduzca las veinticuatro horas del día; En la cinta, un hombre (que se revela como Lambert) afirma que un monstruo «se esconde en la luz» y acecha a los empleados de VinylRight. Mulder llama a Scully y le pide que busque expedientes X anteriores que contengan la frase.
Después de que Pincus convierte a una de las compañeras de trabajo de Lambert, Nancy Aaronson (Cynthia Preston), en un cadáver viviente, aunque parece normal ante todos los demás, Lambert huye a su apartamento y se arma con un rifle de asalto. Mientras tanto, Scully llama a Mulder para decirle que encontró la frase «escondido en la luz» en un caso de 1992 en Lakeland, Florida, que involucraba acusaciones similares de monstruos ocultos. Mulder admite que Scully debería venir a Chicago para ayudarlo con la investigación. Regresa a la oficina de VinylRight y, sin saberlo, se encuentra en medio de una situación de rehenes, siendo mantenido cautivo por Lambert junto con Pincus y los demás empleados.
Cuando Scully llega a la escena, Lambert divide a sus rehenes en «personas reales» y «monstruos», alegando que Pincus ha convertido a varios empleados en zombis. Lambert dispara a Mark Backus, uno de los supuestos zombis, cuando intenta desarmarlo mientras Mulder lo distrae brevemente. Cuando Lambert exige una cámara para transmitir su advertencia, Scully hace arreglos para que envíen al edificio a un oficial SWAT disfrazado de camarógrafo. Lambert, sin saber que la cámara transmite sólo en circuito cerrado, acusa a Pincus de ser un monstruo. Cuando se cortan las luces, Lambert obliga a Mulder a mirar detrás de él y ver que Pincus, por un instante, es un insecto grande. En ese momento, el FBI irrumpe en la habitación con un vehículo blindado y mata a Lambert antes de que pueda abrir fuego.
Mulder interroga a Pincus y descubre que estuvo presente durante los incidentes de VinylRight en Kansas City y Florida. En su oficina, Mulder compara todos los informes de monstruos «escondidos en la luz» con los lugares en los que Pincus ha vivido y trabajado. Intenta convencer a Scully de que Lambert podría haber tenido razón, pero ella cree que está sucumbiendo a un folie à deux, o psicosis compartida, con Lambert. Mulder le pide a Scully que haga una autopsia de Backus para ver si hay alguna evidencia de las afirmaciones de Lambert, pero Scully se niega.
En un esfuerzo por demostrar que Lambert tiene razón, Mulder va a su casa con la Agente Rice. Allí, Mulder encuentra un mapa de los movimientos de Pincus y los incidentes de monstruos reportados, como el mapa que hizo Mulder. Mirando por una ventana, Mulder ve a Nancy zombificada mirándolo. Él sale corriendo para enfrentarla, pero ella se marcha en un coche con Pincus. Mientras tanto, Skinner le pregunta a Scully por qué Mulder regresó a Chicago. Ella lo cubre y se compromete a realizar la autopsia de Backus. Ella entrega la operación a su asistente, quien observa que el cuerpo lleva muerto entre 48 y 72 horas, no las 24 horas desde el tiroteo.
De vuelta en Oak Brook, Mulder sigue a Pincus hasta la casa de la empleada de VinylRight, Gretchen Starns. Mira por la ventana y ve al monstruo inclinado sobre la mujer mientras ella mira la televisión. Al irrumpir en la casa, Mulder ve que Starns se ha transformado en un zombi. Detrás de él, fuera de su vista, el monstruo camina por el techo. Mulder lo vislumbra subiendo por el exterior de la casa. Más tarde, Pincus y Starns se quejan con Skinner sobre el comportamiento de Mulder. Mulder, al ver que Pincus comienza a transformarse en la criatura nuevamente, saca su arma. Skinner lo detiene incrédulo y luego lo seda en un hospital.
Mulder le dice a Scully que vio al monstruo haciendo algo en la parte posterior de la cabeza de su víctima, rogándole que buscara evidencia similar en el cuerpo de Backus. Scully encuentra tres marcas de pinchazos en la parte superior de la columna de Backus, marcando las esquinas de un triángulo equilátero. Mientras tanto, Mulder, todavía atado en su cama en el hospital, ve la silueta del monstruo en la ventana. Él grita llamando a la enfermera, pero ella ya ha sido mordida y abre la ventana para dejar entrar al monstruo. Scully intenta visitar a Mulder, pero la enfermera le niega el acceso. Scully de repente ve a la enfermera como un cadáver y se da cuenta de que Mulder está en peligro. Corriendo hacia la habitación de Mulder, ve y dispara al monstruo. Salta a través de la ventana parcialmente abierta, rompiendo el vidrio y el marco de madera.
Scully le testifica a Skinner que cree que Mulder está mentalmente sano y apto para el deber, notando al intruso en la habitación de Mulder, una sustancia química encontrada en el cuerpo de Backus y el hecho de que Pincus y varios otros desaparecieron misteriosamente. Luego le dice a Mulder que dijo que fue folie à deux y lo describe como «una locura compartida por dos». Pero ella no especifica quiénes eran los dos. Mientras tanto, otro trabajador de una agencia de telemercadeo en Camdenton, Misuri, nota los mismos signos siniestros de la criatura.

## Producción

### Escritura y efectos

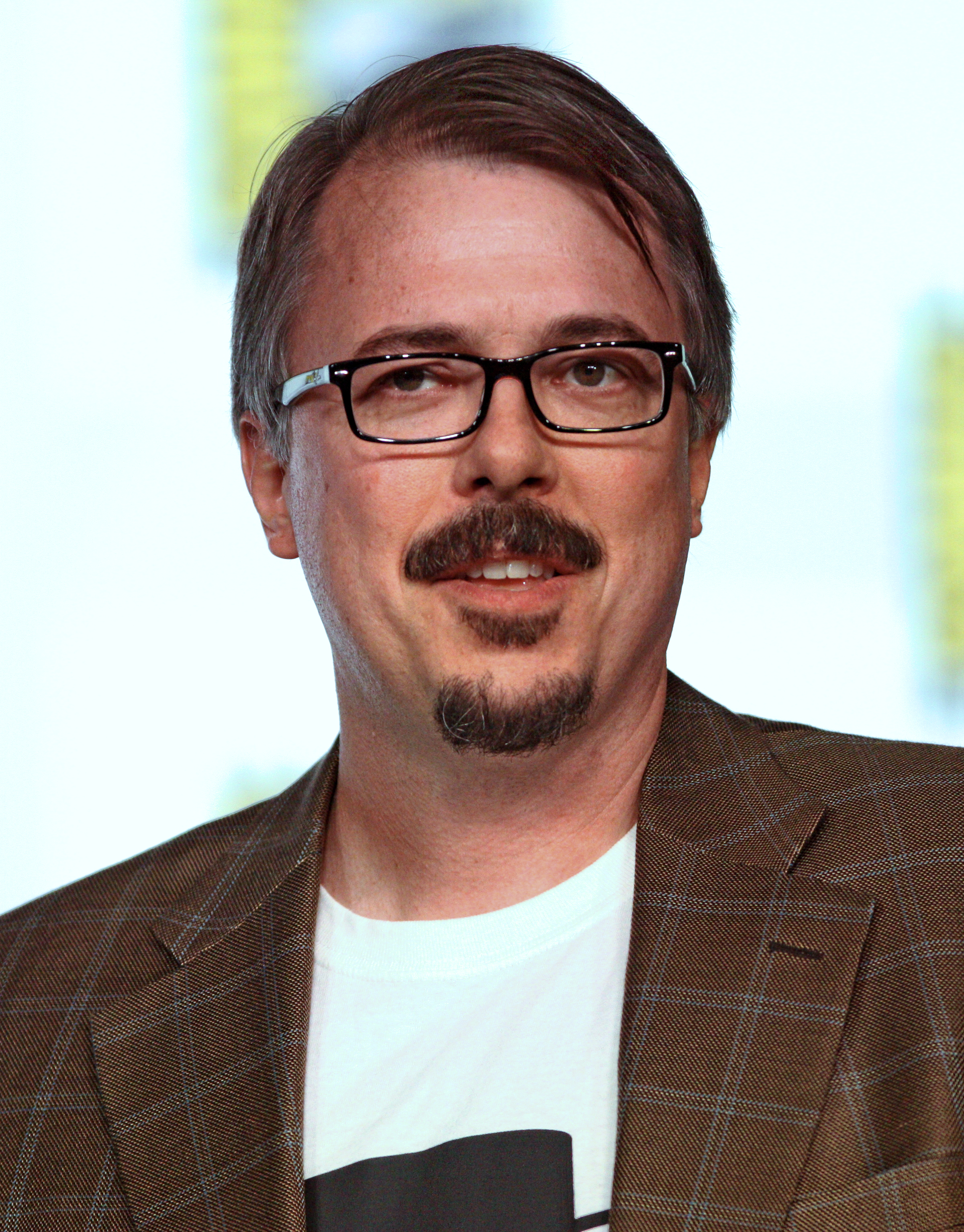
El episodio fue escrito por Vince Gilligan.

«Folie à Deux» fue escrito por Vince Gilligan, quien se inspiró en la idea de que «hay un monstruo alrededor que sólo tú puedes ver: la definición clínica de locura». El título es una referencia al Folie à deux (en francés, «locura de dos»), un síndrome psiquiátrico en el que los síntomas de una creencia delirante y, a veces, alucinaciones se transmiten de un individuo a otro.
El bicho antagonista del episodio era en realidad un traje protésico usado por un especialista. La demanda fue muy ridiculizada entre bastidores; Según se informa, el actor Markinson, al ver el disfraz, dijo: «¿Esto es lo que me está volviendo loco?». El director Kim Manners también pensó que el disfraz era ridículo y sardónicamente le dijo a la gente que el episodio arruinaría su carrera. Gilligan atribuyó los problemas al cronograma de trabajo episódico y señaló: «Por lo general, tenemos un cronograma tan corto que tiene que haber un eslabón débil en alguna parte». Gilligan también afirmó que los aspectos «sobrediseñados» del traje lo hacían algo cómico. Para solucionar los problemas percibidos con el monstruo, el equipo de producción entregó el metraje filmado a la editora de efectos visuales Laurie Kallsen-George, quien «tomó el metraje con el monstruo, lo borró por completo, lo llevó a una pantalla diferente [. ..] lo animó y agregó desenfoque de velocidad». Estos efectos consumieron mucho tiempo y solo se terminaron el día que se emitió el episodio. En el episodio terminado, el monstruo no es claramente visible, lo que permitió que el terror del episodio fuera más real. Gilligan aprobó el trabajo de Kallsen-George y dijo: «Hay una larga y noble historia en [oscurecer al monstruo]. La verdad es que tu imaginación puede ser mucho más efectiva que la vida real».

### Ubicaciones
Inicialmente, los productores querían ambientar las escenas de la casa de Gretchen Starn en una zona residencial seriada, para recordar la «comunidad pastel» que aparece en películas como Edward Scissorhands (1990) y The Truman Show (1998). Sin embargo, cuando el equipo de producción localizó una zona adecuada para su hogar, no fue tan «espeluznante» como esperaban, por lo que terminaron filmando la mayoría de estas escenas en un «casa casi centenaria» ubicada en North Vancouver, Columbia Británica. Se instaló un aparejo de efectos especiales en la casa para permitir que la criatura insecto escalara la pared. La elaborada secuencia en la que la criatura insecto se arrastra por el techo se realizó erigiendo una casa al revés colocada sobre un escenario de sonido. La especialista que interpretaba al insecto se arrastró por el set y el metraje se invirtió en posproducción. Las escenas en las que un vehículo blindado atraviesa la pared de VinylRight también se filmaron en un escenario de sonido especialmente construido.

## Recepción

### Audiencia
«Folie à Deux» se emitió originalmente en la cadena Fox el 10 de mayo de 1998. Este episodio obtuvo una calificación doméstica Nielsen de 11,0, con un 17. participación, lo que significa que aproximadamente el 11,0 por ciento de todos los hogares equipados con televisión, y el 17 por ciento de los hogares que ven televisión, sintonizaron el episodio. Fue visto por 17,63 millones de espectadores.

### Reseñas
«Folie à Deux» recibió opiniones muy positivas de la crítica. Francis Dass de New Straits Times se mostró positivo hacia el episodio, considerándolo «muy mirable». Emily VanDerWerff de The A.V. Club le dio al episodio una crítica entusiasta y le otorgó una «A». Ella elogió la forma en que «comienza como lo que parece un episodio centrado en Mulder, luego lentamente se invierte para convertirse en un episodio centrado en Scully». VanDerWerff también criticó positivamente la manera en que «el monstruo [...] funciona también a nivel metafórico». Concluyó que el tema principal del episodio, que «la locura siempre es mejor cuando la comparten dos», fue una «gran idea» que resultó en «uno de los mejores episodios que jamás haya hecho el programa».
Paula Vitaris de Cinefantastique le dio al episodio una crítica muy positiva y le otorgó tres estrellas de cuatro. Vitaris elogió la presunción y calificó el episodio como «el más aterrador [...] del año». Ella aplaudió la apariencia «ahora lo ves, ahora no lo ves» de la criatura insecto y señaló que la elección de reparto de Pincus fue «simplemente perfecta». Concluyó que el episodio estuvo «muy bien realizado» y que «hay mucho que disfrutar». Robert Shearman y Lars Pearson, en su libro Wanting to Believe: A Critical Guide to The X-Files, Millennium & The Lone Gunmen, calificaron el episodio con cuatro estrellas sobre cinco. Los dos compararon la entrada con la entrega anterior de la quinta temporada «Bad Blood», llamando a «Folie à Deux» su «extensión lógica». Shearman y Pearson argumentaron que el episodio «proporciona una comedia y una historia de monstruos eficaz al mismo tiempo».